# Stadio Azteca
Lo stadio Azteca (in spagnolo Estadio Azteca) è un impianto calcistico di Città del Messico.
Ospita le partite interne del Club América e, solitamente, della Nazionale di calcio messicana. Lo stadio è noto anche come Santa Úrsula (in quanto sorge nell'omonimo quartiere), da cui Coloso de Santa Úrsula, e come stadio Guillermo Cañedo, ma il suo nome ufficiale è Azteca come tributo alla storica civiltà degli Aztechi.
L'impianto ha ospitato partite per due edizioni del campionato mondiale di calcio, nel 1970 e nel 1986, ed è inoltre stato selezionato fra quelli che ospiteranno il 2026: diverrà quindi l'unico stadio ad ospitare tre edizioni diverse del torneo. Detiene inoltre altri record fra gli stadi ad ospitare partite valevoli per la fase finale di un mondiale ed è stato sede di match storici. L'impianto è l'unico ad aver ospitato due finali del torneo (nel 1970 e nel 1986).
Risulta essere lo stadio ad aver ospitato complessivamente più partite della fase finale di un mondiale, 19, ripartite nelle edizioni del 1970 (10) e 1986 (9), numero destinato ad aumentare a 24 nel 2026 (5), e anche in una singola edizione (10 nel 1970, record condiviso con altri 3 impianti, rispettivamente lo Stadio del Centenario di Montevideo nel 1930, l'Estadio Nacional de Chile nel 1962 e lo Stadio Iconico di Lusail nel 2022).
È inoltre l'unico stadio ad avere ospitato due partite inaugurali di un mondiale, nel 1970 e nel 1986, cui si aggiungerà una terza nel 2026. Infine, fra tutti gli stadi ad avere ospitato almeno una partita dei mondiali, risulta quello situato ad un'altitudine maggiore, essendo situato a 2220 m s.l.m. Fra le partite storiche disputatesi in esso, la più nota è la semifinale del campionato mondiale del 1970 tra le Nazionali di calcio di Italia e Germania Ovest, conclusasi 4-3 a favore dei primi e passata alla storia come Partita del secolo; sedici anni più tardi fu anche teatro al contempo sia del gol segnato con una mano da Diego Maradona alla formazione dell'Inghilterra e, pochi minuti più tardi, di quello, realizzato dallo stesso giocatore, giudicato in seguito come gol del secolo.
L'impianto ha ospitato il campionato CONCACAF nel 1977 e la CONCACAF Gold Cup nel 1993 e nel 2003, edizioni in cui è stato anche sede della finale. Infine, ha ospitato 10 partite del torneo olimpico di calcio del 1968, tra cui le finali per l'oro e per il bronzo.
Inoltre, l'8 giugno 2024 ha ospitato le final four della Kings World Cup.

## Storia
I lavori di edificazione dello stadio Azteca ebbero inizio nel 1963, in vista della XIX Olimpiade che Città del Messico avrebbe ospitato nel 1968. L'impianto sarebbe stato adibito durante i Giochi a sede delle gare di calcio, per poi essere utilizzato quale stadio casalingo della locale squadra del Club América e quale sede abituale delle gare interne della Nazionale messicana.

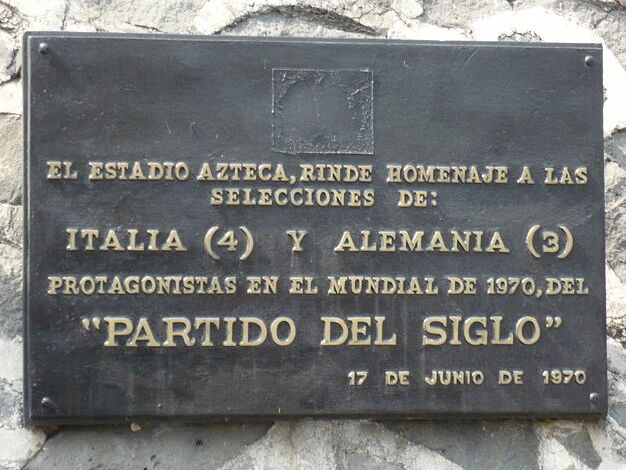
La targa commemorativa della semifinale mondiale Italia-Germania Ovest del 17 giugno 1970

Quale materiale da costruzione furono utilizzate rocce laviche residuate di un'antica eruzione del vicino vulcano Xitle, per un totale di 180 000 tonnellate di pietra. A ciò si aggiunsero oltre 100 000 tonnellate di cemento, rafforzato da ottomila tonnellate di infissi di ferro. I lavori, sotto la supervisione degli architetti Pedro Ramirez Vasquez e Rafael Mijares, furono affidati ad un corpo lavorativo composto da 10 architetti, 34 ingegneri, 15 tecnici e circa 800 operai.
Dopo circa 27 000 ore di lavoro, l'impianto venne ultimato ed inaugurato nel 1966. La partita inaugurale fu America-Torino, finita 2-2, di fronte ad un'affluenza record di oltre centomila spettatori.
Due anni dopo i Giochi Olimpici, l'Azteca fu il principale impianto, nonché sede della finale del Campionato mondiale di calcio 1970, la gara che consacrò il Brasile di Pelé campione del mondo per la terza volta a spese dell'Italia. Ma fu soprattutto una partita di quel torneo a rendere famoso l'Azteca nel mondo. Qui si disputò infatti la celebre semifinale tra Italia e Germania Ovest, vinta dagli azzurri con un rocambolesco 4-3 ai supplementari dopo una gara altamente spettacolare, tanto che i messicani fecero erigere a ricordo di quella partita una targa che recita: "El Estadio Azteca rinde homenaje a las selecciones de Italia (4) y Alemania (3) protagonistas, en el Mundial de 1970, del PARTIDO DEL SIGLO. 17 de junio de 1970", votata poi effettivamente come la partita del secolo.

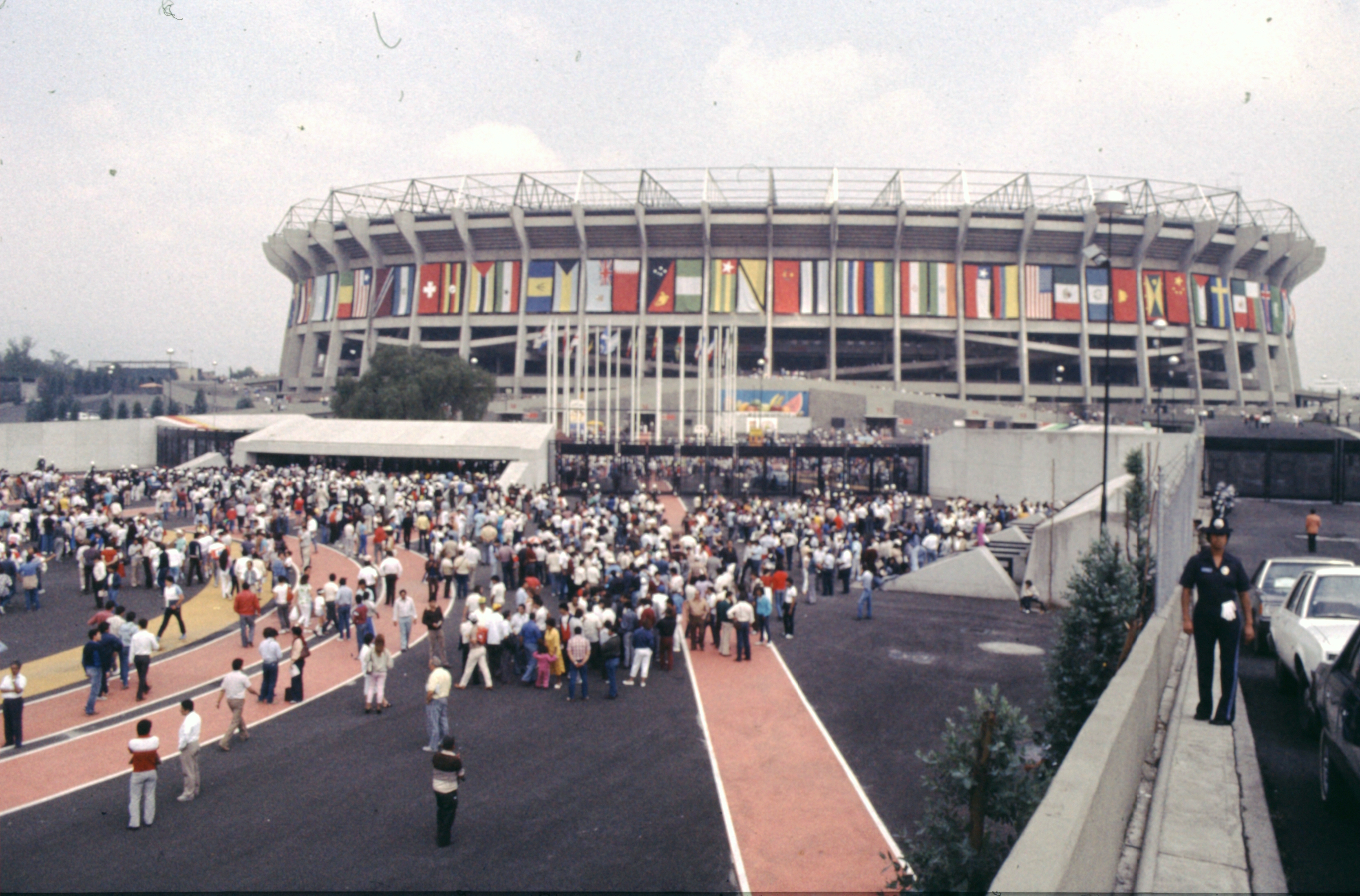
Panoramica esterna dell'Azteca in occasione dei Mondiali 1986

Nel 1986 l'impianto fu nuovamente adibito a sede dei mondiali. Oltre alla finale tra Argentina e Germania Ovest, l'Azteca ospitò in quell'occasione un'altra gara passata alla storia del calcio, il quarto di finale tra i sudamericani e l'Inghilterra. Il match vide come protagonista assoluto Diego Armando Maradona, che segnò due gol in due episodi che hanno riscritto la storia di questo sport: il primo di mano (che lo stesso Pibe de oro descrisse come la mano de Dios), il secondo dopo una stupenda azione solitaria, che vide il fuoriclasse argentino partire dalla propria metà campo e superare una serie di 5 avversari, prima di depositare il pallone nella porta avversaria (il cosiddetto Gol del secolo).
Principale impianto casalingo della Nazionale di calcio messicana, nel 1999 ospitò la Confederations Cup che vide il trionfo dei padroni di casa in finale contro il Brasile (4-3). Nel corso della sua storia l'Azteca è stato adibito anche a ospitare eventi non di carattere sportivo: oltre a concerti (tra gli altri artisti di fama mondiale che qui si sono esibiti si ricordano Michael Jackson che detiene il record di presenze con oltre 600 000 spettatori durante le 6 tappe svolte durante il Dangerous World Tour del 1993, Madonna, gli U2, i Queen, Elton John, Black Eyed Peas e Robbie Williams), fu sede dell'ultima visita di Papa Giovanni Paolo II in Messico nel 1999.

## Struttura
L'Azteca ha forma ellittica. Può contenere 98 500 spettatori a sedere. Il terreno di gioco, in erba, è lungo 105 metri e largo 68. Gli spalti sono completamente coperti e strutturati in 3 anelli. Vi si accede attraverso i 127 tunnel, ai quali sono disposti agenti di polizia per il controllo degli spettatori. La disposizione dei posti a sedere è tale che anche nelle parti più alte si gode di un'ottima visibilità del terreno di gioco.
L'impianto è dotato di un ottimo sistema di illuminazione e di 2 megaschermi (installati nel 1998) proiettanti il risultato del match, ma anche i replay dei goal.
Lo stadio possiede un'apposita area per i diversamente abili, facilmente raggiungibile in carrozzella e anch'essa dotata di ottima visibilità.
È inoltre circondato da un amplissimo parcheggio (capace di ospitare 4 850 veicoli) e collegato con i punti principali di Città del Messico attraverso un servizio di autobus e dal "Tren Lígero" (Metropolitana Leggera), la cui stazione ("Estadio Azteca") è ubicata giusto fronte al complesso sportivo.

## Principali manifestazioni ospitate
- Olimpiade Estiva di Città del Messico 1968;
- Mondiali di calcio Messico 1970;
- Mondiali di calcio femminili Messico 1971;
- Giochi Panamericani 1975
- campionato del mondo Under-20 1983
- Mondiali di calcio Messico 1986;
- FIFA Confederations Cup 1999;
- National Football League American Bowl;
- Campionato mondiale di calcio Under-17 2011.

### Calcio

#### Mondiale 1970
- Messico -  Unione Sovietica 0-0 (gruppo 1 e gara inaugurale) il 31 maggio
- Belgio -  El Salvador 3-0 (gruppo 1) il 3 giugno
- Unione Sovietica -  Belgio 4-1 (gruppo 1) il 6 giugno
- Messico -  El Salvador 4-0 (gruppo 1) il 7 giugno
- Unione Sovietica -  El Salvador 2-0 (gruppo 1) il 10 giugno
- Messico -  Belgio 1-0 (gruppo 1) l'11 giugno
- Uruguay -  Unione Sovietica 1-0 (Quarti di Finale) il 14 giugno
- Italia -  Germania Ovest 4-3 d.t.s. (Semifinale) il 17 giugno
- Germania Ovest -  Uruguay 1-0 (Finale terzo posto) il 20 giugno

##### Finale
| Arbitro: | Rudi Glöckner |

|                                                      |           |                |
| Pelé 18’ Gérson 66’ Jairzinho 71’ Carlos Alberto 86’ | Marcatori | 37’ Boninsegna |

#### Mondiale 1986
- Italia -  Bulgaria 1-1 (gruppo A e gara inaugurale) il 31 maggio
- Messico -  Belgio 2-1 (gruppo 2) il 3 giugno
- Messico -  Paraguay 1-1 (gruppo 2) il 7 giugno
- Messico -  Iraq 1-0 (gruppo 2) l'11 giugno
- Messico -  Bulgaria 2-0 (Ottavi di Finale) il 15 giugno
- Inghilterra -  Paraguay 3-0 (Ottavi di Finale) il 18 giugno
- Argentina -  Inghilterra 2-1 (Quarti di Finale) il 22 giugno
- Argentina -  Belgio 2-0 (Semifinale) il 25 giugno

##### Finale
| Arbitro: | Arppi Filho |

|                                      |           |                           |
| Brown 23’ Valdano 56’ Burruchaga 84’ | Marcatori | 74’ Rummenigge 81’ Völler |

### NFL

#### American Bowl
| Città del Messico 15 agosto 1994 | Dallas Cowboys | 0 – 6 | Houston Oilers | Estadio Azteca |

| Città del Messico 4 agosto 1997 | Denver Broncos | 19 – 38 | Miami Dolphins | Estadio Guillermo Cañedo |

| Città del Messico 17 agosto 1998 | Dallas Cowboys | 3 – 21 | New England Patriots | Estadio Azteca |

| Città del Messico 19 agosto 2000 | Pittsburgh Steelers | 23 – 24 | Indianapolis Colts | Estadio Azteca |

| Città del Messico 27 agosto 2001 | Oakland Raiders | 6 – 21 | Dallas Cowboys | Estadio Azteca |

#### Fútbol Americano
| Città del Messico 2 ottobre 2005 | Arizona Cardinals | 31 – 14 | San Francisco 49ers | Estadio Azteca |

#### International Series
| Città del Messico 21 novembre 2016 | Oakland Raiders | 27 – 20 | Houston Texans | Estadio Azteca |

| Città del Messico 2017 | Oakland Raiders | 8 – 33 | New England Patriots | Estadio Azteca |